# Fargesia tenuilignea
Fargesia tenuilignea là một loài thực vật có hoa trong họ Hòa thảo. Loài này được T.P.Yi mô tả khoa học đầu tiên năm 1988.